# Eltouzar
Eltouzar, ou Iltezer (1760-1806), est le premier khan (et le troisième dirigeant) de la dynastie ouzbèke des Koungrates du khanat de Khiva qui recouvre aujourd'hui une partie occidentale de l'Ouzbékistan et une frange du Turkménistan. Il règne de 1804 à 1806.

## Biographie
C'est en 1804 qu'Eltouzar, fils d'Avaz Inak, inak du Khorezm, reçoit du conseil des sultans le titre de khan, devenant ainsi pour la première fois un khan du Khorezm qui ne descend pas de Gengis Khan. Jusqu'alors en effet, seuls ses descendants avaient le droit de prendre le titre de khan.
Eltouzar poursuit la politique de redressement de son père: il réforme les taxes et renforce le système de capitation, tout en développant l'irrigation. Il fait construire de nouveaux bâtiments à Khiva. La première année de son règne, il entreprend avec succès une expédition militaire contre la tribu turcomane des Yomutes qui vivaient dans le sud de l'actuel Turkménistan et dans les environs d'Astrabad.

## Mort
En 1806, Eltouzar entreprend une razzia contre l'émirat de Boukhara, mais ses troupes sont vaincues. Il se noie sur le chemin du retour en traversant l'Amou-Daria.
Son frère cadet, Mohammed Rahim Khan, qui avait réussi à s'échapper de la bataille, lui succède.